# Lotte Center
Lotte Center, también llamado Hà Nội City Complex, es un rascacielos situado en Hanói, capital de Vietnam, La construcción comenzó en 2009,Esta torre cuenta con 65 pisos y 267 metros hasta su pico más alto y dispone de un estilo arquitectónico postmodernista. El principal inquilino es la empresa  surcoreana Lotte Group, aunque el edificio también cuenta con espacio comercial e incluso viviendas, el arquitecto de la torre es Callison, una firma de arquitectura estadounidense. Esta torre es uno de los edificios más altos de su región y ocupa la segunda plaza en altura de Vietnam. En noviembre de 2012, el edificio más alto de Vietnam es Keangnam Hanoi Landmark Tower, también localizado en Hanói con 72 plantas y 337 metros. Lotte center de Hanói incluye oficinas, entretenimiento, centros comerciales, un centro de convenciones y, como atractivo turístico, en su última planta podemos encontrar un mirador con unos salientes acristalados a modo de «skywalk».